# A Főnix Rendje
A Főnix Rendje egy varázslókból és boszorkányokból álló titkos szervezet a Harry Potter könyvekben. Alapítója Albus Dumbledore, aki Voldemort és halálfalói ellen hozta létre. Először a Harry Potter és a Főnix Rendje című kötetben bukkan fel, de már jóval korábban is létezett.

## Leírás
A Harry Potter-sorozatban a Főnix Rendje egy varázslókból álló titkos szervezet, amelyet Albus Dumbledore hozott létre, mikor Tom Denem a Voldemort nevet használva háborút indított a varázsvilágban. Nevüket Dumbledore főnixe, Fawkes után vették fel. Sokan csatlakoztak hozzá, akik mind meg akarták védeni a varázsvilágot Voldemort rombolásától és el akarták kerülni az új világrendet. Mire az első Harry Potter könyv idejéhez érkezünk, a Rend tagjainak létszáma nagyon megfogyatkozik. Többen meghaltak (Prewették, Bonesék, McKinnonék), vagy megőrültek (Longbottomék) Bellatrix Lestrange vagy más halálfalók keze által. Voldemort hatalma szertefoszlott, mikor meggyilkolta Lily és James Pottert, majd szerencsétlenségére megpróbálta megölni a fiukat, Harryt is. Ekkor minden erejét elvesztette, a Rend pedig feloszlott.
Először az ötödik kötetben esik szó róluk, amelynek a címe is Harry Potter és a Főnix Rendje. A Harry Potter és a Tűz Serlege végén Dumbledore megtudja, hogy Voldemort visszatért. Az eredeti tagok közül sokan visszatértek és csatlakoztak az újraalakuló Rendhez, melynek főhadiszállását a negyedik és az ötödik könyv cselekménye közti időszakban Sirius Black Grimmauld tér 12. alatti házában rendezték be. Dumbledore lett a Rend titokgazdája, így a főhadiszállás helyét csak ő fedhette fel más előtt. Sirius Black halála után az új központ Az Odú lett.
Az ötödik kötetben a Rend vezette a harcot Voldemort ellen, miután a Mágiaügyi Minisztérium hivatalosan is tagadta a tényt, miszerint a Sötét Nagyúr visszatért. Közben néhány rendtag Sybill Trelawney jóslatát őrzi, ami tartalmazza Voldemort bukását és Harry szerepét. Rubeus Hagrid, a Roxfort kulcs- és háztájőrzője, egy eredeti rendtag, Olympe Maxime-mal az óriásokhoz indul, hogy a Rend mellé állítsák őket, de nem járnak sikerrel. Néhány tag részt vett az ötödik könyv végén a harcban, a Rejtély- és Misztériumügyi Főosztályon. A Harry Potter és a Félvér Hercegben Dumbledore halálának estéjén a Rend a Roxfortba siet, hogy harcoljon a kastélyba behatoló halálfalók ellen.
A sorozat befejező kötetében a Rend védte meg Harryt a támadó halálfalóktól, miközben Dursleyéktől Az Odúba menekítették. Később több rendtag is szerepelt a Potterfigyelő nevű titkos rádióműsorban, így friss információkkal látták el a varázsvilágot Voldemort tetteiről. A történet tetőpontján a Rend, Dumbledore Serege valamint az iskolai tantestület és személyzet számos tagja és (volt) diákok harcoltak a Roxfortot ostromló halálfalók ellen. A Főnix Rendjét Voldemort és halálfalói ellen hozták létre, de nem tudni, hogy a Sötét Nagyúr halála után feloszlott-e, vagy még mindig létezik, csak éppen más szerepet tölt be.

## A Főnix Rendjének tagjai

### Az eredeti tagok[1]
Az alábbi karakterek az első Rend tagjai, mely több évvel a Harry Potter könyvek történései előtt működött. Sokan később csatlakoztak az újraalakult Rendhez is.
| Karakter                  | Leírás |
| ------------------------- | --- |
| †Sirius Black             | Megszökött az Azkabanból, majd csatlakozott a Rendhez. Csak kevés harcban vehetett részt. Unokatestvére, Bellatrix Lestrange ölte meg a minisztériumban |
| †Edgar Bones              | Feleségével és gyerekeivel együtt Halálfalók ölték meg az első háborúban. Amelia Bonesnak, a Varázsbűn-üldözési Főosztály vezetőjének a testvére. Az unokahúga, Susan Bones Harry hugrabugos évfolyamtársa. |
| †Caradoc Dearborn         | Eltűnt az első háborúban, valószínűleg megölte egy halálfaló. |
| Dedalus Diggle            | A Rend tagjaként gyakran találkozik Harryvel. Az ötödik kötetben egyike volt azoknak, akik segítettek átkísérni Harryt a Grimmauld térre. Később a halálfalók egy rajtaütésben felégették a házát, de ő sértetlen maradt. |
| Elphias Doge              | Dumbledore iskolatársa. Írt egy nekrológot a Reggeli Prófétának és nyíltan kiállt barátja mellett. A filmben Peter Cartwright játssza. |
| Aberforth Dumbledore      | A Szárnyas Vadkan kocsma tulajdonosa Roxmortsban, valamint a Rend tagja. Munkájának köszönhetően sok információval láthatja el a Rendet. A hetedik kötetben segített Harryéknek megmenekülni a halálfalóktól és bejutni Roxfortba. Elküldte Dobbyt kimenteni Lucius Malfoy fogságából. A Roxforti ostrom közben segített védeni az iskolát, közben pedig legyőzte Augustus Rookwood-ot. |
| †Albus Dumbledore         | Aberforth bátyja, haláláig a Roxfort igazgatója. Ő alapította és vezette a Főnix Rendjét mindkét alkalommal. |
| †Benjy Fenwick            | A halálfalók darabokra szaggatták. |
| Arabella Figg             | Egy kvibli, aki megígérte Dumbledore-nak, hogy szemmel tartja Harryt, mikor az a nagynénjééknél van. Később elmondta Harrynek, hogy sajnálja, ahogy bánt vele, de meg kellett akadályoznia, hogy Dursley-ék gyanút fogjanak. Az újraalakult Rendben is szolgált. |
| Mundungus Fletcher        | Tolvaj és kereskedő, akinek egyszer Dumbledore segített beszerezni valamit, cserébe pedig hírekkel látta el a háború sötét oldaláról. Vonakodó tagja volt a Rendnek, akit Harry felkutatására küldtek a hetedik kötetben. |
| Rubeus Hagrid             | Legendás Lények Gondozása tanár és a Roxfort kulcs- és háztájőrzője. 1981 Halloweenjának éjszakáján Godric's Hollowban ő mentette ki Harryt a Potter-ház romjai közül és vitte Sirius repülő motorjának segítségével Dursley-ékhez. Az újraalakult Rendnek is tagja. Ő szöktette az igazi Harryt. Majdnem meg is haltak, mikor lezuhantak a motorral.                                   |
| Alice és Frank Longbottom | Neville Longbottom szülei. Mindketten kiváló aurorok voltak, de egy Bellatrix Lestrange által vezetett halálfaló-csoport az őrületig kínozta őket a Cruciatus átokkal, akik Voldemort hollétéről próbáltak információt szerezni. Most a Szent Mungo Varázsnyavalya- és Ragálykúráló Ispotály betegei, egyikük sem ismeri fel fiukat. Franket a Tűz Serlegében James Payton alakítja.    |
| †Remus Lupin              | Mindkét alkalommal tagja a Rendnek, a harmadik kötetben a sötét varázslatok kivédése tárgy tanára. Tagja volt a Harryt menekítő csapatnak. Később a vérfarkasok közé beépülve informálta a Rendet azok terveiről. Roxfort ostromában Antonin Dolohov megölte. |
| Minerva McGalagony        | A Roxfort igazgatóhelyettese, átváltoztatástan tanár, a Griffendél ház feje. Mindkét alkalommal tagja a Rendnek. Szilárdan kiáll Dumbledore és tervei mellett. Roxfort ostroma során a kastély védelmét vezette, a történet vége felé pedig Kingsley Shacklebolttal és Horatius Lumpsluckkal együtt harcolt Voldemort ellen. A csata után a Roxfort igazgatónője lett.                  |
| †Marlene McKinnon         | Családostul halálfalók áldozata lett, Igor Karkarov szerint Travers ölte meg őket. |
| †Dorcas Meadowes          | A Rend ismert tagja, Voldemort személyesen ölte meg, miközben Potterék után kutatott. |
| †Alastor „Rémszem” Mordon | Egy exauror, aki mindkét alkalommal tagja a Rendnek. Voldemort megölte, miközben egy ál-Harryt kísért. |
| Sturgis Podmore           | A Mágiaügyi Minisztériumban dolgozott, segített védeni a próféciát. Letartóztatták, mikor megpróbált behatolni a Rejtély- és Misztériumügyi Főosztályra. Harry, Ron és Hermione úgy gondolták, Lucius Malfoy az Imperius átok hatása alatt tartotta. |
| †James Potter             | Harry apja, Voldemort megölte 1981-ben. |
| †Lily Potter              | Harry anyja, Voldemort megölte 1981-ben. |
| †Fabian és Gideon Prevett | Molly Weasley testvérei, meghaltak az első háborúban. Öt halálfaló (köztük Antonin Dolohov) ölte meg őket. Molly Fabian óráját adta Harrynek a 17. születésnapjára. |
| †Perselus Piton           | Szembefordult Voldemorttal, hogy hármasügynök legyen Dumbledore oldalán. Roxfort ostromában Nagini megölte, mert Voldemort azt hitte, ő a Pálcák Urának tulajdonosa. |
| †Emmeline Vance           | Tagja volt a csapatnak, ami Harryt menekítette Dursleyéktől az ötödik kötetben. 1996-ban halálfalók ölik meg, hogy információt szerezzenek Piton hűségéről. A Főnix Rendjében Brigitte Millar alakítja. |

### Az újraalakult rendhez újonnan csatlakozók[1]
Az alábbi karakterek azután csatlakoztak a Rendhez, hogy az újraalakult. Az első Rendnek nem voltak tagjai.
| Karakter             | Leírás |
| -------------------- | --- |
| Fleur Delacour       | Segített Harryt Dursleyéktől Az Odúba menekíteni. A hetedik kötetben Dobby halálakor ápolta Harryéket Kagylólakban. Harcolt Roxfort ostroma során. |
| Hestia Jones         | Ő is segített Harry szöktetésében. Dedalus Diggle-lel együtt helyezte biztonságba Dursleyéket a hetedik könyv elején. Nagyon meglepődött, mikor megtudta, hogy Dursleyéket hidegen hagyja Harry fontos szerepe. Később alaposan leszidta őket azért, ahogy a fiúval bántak. |
| Kingsley Shacklebolt | Egy auror, tagja a Harryt menekítő csapatnak, a mugli miniszterelnök testőre, a Mágiaügyi Minisztériumban harcolt a halálfalók ellen. Részt vett Roxfort védelmében, harcolt Voldemorttal is. A háború után őt választották meg mágiaügyi miniszternek.                     |
| †Nymphadora Tonks    | Tagja a Harryt menekítő csapatnak, Harcolt a Minisztériumban, majd az első roxforti csatában. Végül nagynénje, Bellatrix Lestrange ölte meg a hetedik kötet végén. |
| Arthur Weasley       | Tartotta a kapcsolatot azokkal, akik elhitték, hogy Voldemort visszatért. Nagini megmarta a Rejtély- és Misztériumügyi Főosztály ajtaja előtt. A Halál Ereklyéiben segített Harryt eljuttatni Az Odúba. Fiával, Percy Weasley-vel közösen harcoltak Roxfort ostroma során.  |
| Molly Weasley        | Arthur felesége, az ő házában volt a főhadiszállás Sirius halála után, harcolt a Rejtély- és Misztériumügyi Főosztályon, Roxfort ostromában megölte Bellatrixet. |
| Bill Weasley         | Átoktörőként dolgozik a Gringottsnak, így ő tartja a kapcsolatot a koboldokkal. A csata során Fenrir Greyback csúnyán megsebesítette. A hetedik kötetben részt vett a Harryt szállító csapatban. Harcolt a Roxforti csatában.                                               |
| Charlie Weasley      | 1996 nyarán külföldön toborzott tagokat a Rend számára. Lumpsluck-kal együtt erősítést vittek a roxforti csatába. |